# Требино (дем Еордея)
 Тази статия е за селото в Гърция.  За селото в Република Македония вижте Требино (община Брод).  
Требино или Требно, Тремно, Тремньо (на гръцки: Καρδία, Кардия, до 1927 година Τρέμπενο, Требено, катаревуса Τρέμπενον, Требенон) е бивше село в Егейска Македония, Гърция, в дем Еордея на област Западна Македония. Селото е изселено в 1976 година.

## География
Требино е разположено на 700 m надморска височина, на 18 km югоизточно от Кайляри (Птолемаида).

## История

### В Османската империя
В края на XIX век Требино е българско село в Османската империя. В „Етнография на вилаетите Адрианопол, Монастир и Салоника“, издадена в Константинопол в 1878 година и отразяваща статистиката на населението от 1873 година, Тремнино (Tremnino) е посочено като село в каза Джумали със 100 домакинства и 260 жители българи.
В 1893 година Атанас Шопов посещава Кайлярско и определя Тремнино като българско село.
Според статистиката на Васил Кънчов („Македония. Етнография и статистика“) в 1900 година Тремнико има 220 жители българи.
На Етнографската карта на Битолския вилает на Картографския институт в София от 1901 година Тремнино е смесено село българи, гърци, власи и турци в Кайлярската каза на Серфидженския санджак с 90 къщи.
Според статистика на Серфидженския санджак на гръцкото консулство в Еласона от 1904 година в Требино (Τρέμπινο), Кайлярска каза, живеят 200 гърци елинофони християни.
В началото на XX век цялото християнско население на Требино е под върховенството на Цариградска патриаршия. По данни на секретаря на Българската екзархия Димитър Мишев („La Macédoine et sa Population Chrétienne“) в 1905 година в Требино има 280 българи патриаршисти гъркомани.

### В Гърция
През Балканската война в 1912 година в селото влизат гръцки части и след Междусъюзническата в 1913 година остава в Гърция. Боривое Милоевич пише в 1921 година („Южна Македония“), че Требино има 42 къщи славяни християни. В документ на гръцките училищни власти от 1 декември 1941 година се посочва, че в Требино живеят
{{цитат|само 80 чуждогласни семейства... всички говорят славянски.
През есента на 1959 година на масова церемония жителите на Требино са заклевани да не говорят вече български език.
Традиционно селото произвежда много тютюн и жито. В 1976 година Требино стига 1000 жители. В края на същата година то е изселено, заради разработване на находища от въглища. По-голямата част от жителите му се заселват в Кайляри, а други в село Кила (Исламли) на 4 km северно от Кожани.
| Име                          | Име          | Ново име             | Ново име                | Описание                 |
| ---------------------------- | ------------ | -------------------- | ----------------------- | ------------------------ |
| Сеста Погони или Сеста Пагон | Σέστα Πάγκον | Антполохагу В. Циота | Άνθυπολοχαγού Β. Τσιώτα | местност на Ю от Требино |
| Курудере                     | Κουρού Ντερέ | Ксиропотамос         | Ξηροπόταμος             | река на С от Требино     |

| Година    | 1913 | 1920 | 1928 | 1940 | 1951 | 1961 | 1971 | 1981 | 1991 | 2001 | 2011 | 2021 |
| --------- | ---- | ---- | ---- | ---- | ---- | ---- | ---- | ---- | ---- | ---- | ---- | ---- |
| Население | 290  | 321  | 421  | 615  | 692  | 814  | 897  | 3    | 0    | 0    | 5    | 0    |

## Личности
Родени в Требино
- Елефтерия Вамваковска (р. 1945), северномакедонска историчка